# Fort Lennox
Pour les articles homonymes, voir Lennox.

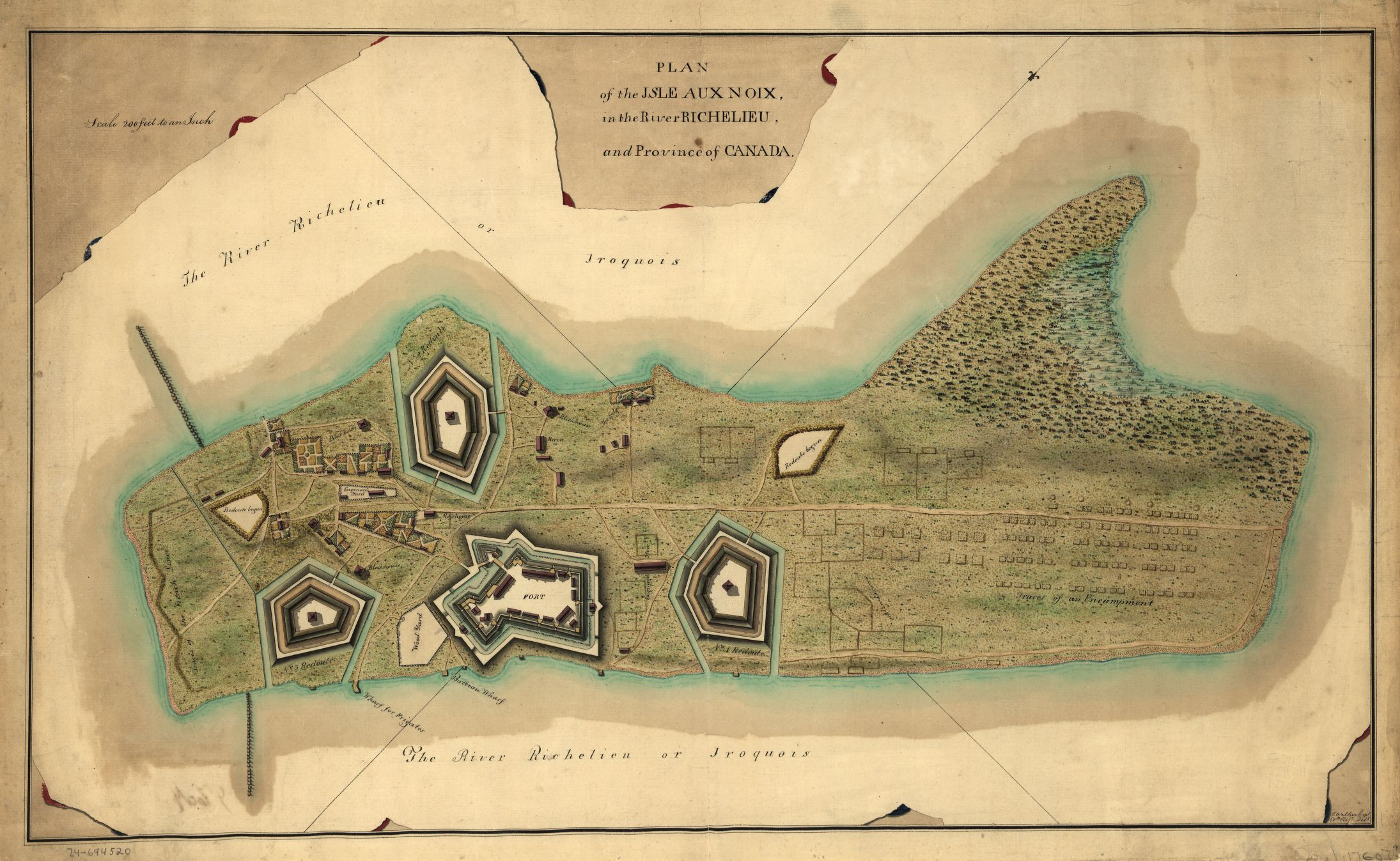
L'Île-aux-Noix, vers 1760

Le Fort Lennox est un fort érigé à l'Île-aux-Noix dans la rivière Richelieu au Québec, entre 1819 et 1829, pour protéger la colonie d'une invasion américaine. Il est aujourd'hui un lieu historique national administré par Parcs Canada.

## Description
Le lieu historique national du Fort-Lennox tient son originalité tant à sa localisation qu'à son histoire. L'île-aux-Noix est située sur la rivière Richelieu et a connu différentes périodes d'occupation avant de devenir le lieu historique national que nous connaissons actuellement. Construite entre 1819 et 1829, cette ancienne fortification britannique, établie pour défendre la colonie des attaques américaines, est la seule à avoir conservé sa structure originelle au Québec.

## Reconnaissance
Le 30 janvier 1920, la commission des lieux et monuments historiques du Canada désigne le fort Lennox comme un lieu historique national du Canada. L'île est alors déclarée parc historique national. Mais ce n'est qu'en 1970 que le gouvernement canadien entreprend sérieusement la conservation et la restauration de cette fortification.
L’énoncé d’intégration de l'agence Parcs Canada affirme ceci : « pour prévenir les invasions par la rivière Richelieu, une des voies d’entrée au Canada, l’île aux Noix a été fortifiée à plusieurs reprises depuis 1759 et une garnison l’occupa jusqu’en 1870 ».

## Histoire
Située à douze kilomètres seulement de la frontière canado-américaine, l’île aux Noix s’est retrouvée au centre de la plupart des grands événements militaires survenus au Québec et au Canada depuis le XVIIIe siècle. D’abord occupée sporadiquement par les tribus amérindiennes, elle leur servit de camp saisonnier favorisant échanges et rencontres. Remarquée par Samuel de Champlain lors de son passage sur le Richelieu, en 1609, en route vers le lac qui allait porter son nom, elle impressionna surtout l’explorateur par le grand nombre de noyers cendrés la recouvrant alors.
D’où provient le nom de l’île aux Noix ? Pour certains, il tire son origine des Premières nations qui occupèrent le site. Pour d’autres, c’est Champlain lui-même qui nomma l’île. Une chose est sûre : au milieu du XVIIIe siècle, l’appellation « île aux Noix » était déjà officielle. En 1753, l’île accueillit son premier habitant permanent en la personne de Pierre Jourdanet, soldat de la compagnie De Lorimier. Celui-ci s’était engagé à la cultiver pour une période de huit ans, en prenant soin de ne pas abattre les noyers, et à faire livrer annuellement à la maison du seigneur, rue Saint-Paul à Montréal, une pochée de noix provenant de l’île en guise de redevance.

### Laguerre anglo-américaine de 1812-1814: base d’opérations navales
Malgré la concentration des opérations militaires dans le Haut-Canada au cours de l’année 1812, le Richelieu conserva une valeur stratégique de premier plan pour la défense de la colonie. C’est pourquoi les autorités y mirent en place un important système de défense. Les troupes occupèrent le blockhaus de la rivière Lacolle, les casernes de Burtonville, le fort Saint-Jean ainsi que les casernements de Blairfindie et de La Prairie. Les autorités britanniques érigèrent d’autre part à Chambly, en prévision d’opérations le long de la frontière, un complexe militaire devant servir de dépôt de provisions et de lieu de rassemblement des troupes.
Dans un contexte de course aux armements sur les lacs limitrophes, l’île aux Noix devint la principale base navale sur l’axe rivière Richelieu-lac Champlain. Des modifications furent, de ce fait, apportées aux fortifications. Les militaires aménagèrent un complexe naval comprenant de nombreux bâtiments de service et, en 1814, un chantier de construction navale. C’est dans celui-ci que fut construit le plus grand navire à avoir navigué sur le Richelieu et le lac Champlain : le Confiance.
Les forces armées britanniques ayant subi un sérieux revers dans la région de Plattsburgh en septembre 1814, les postes du Haut-Richelieu conservèrent d’importants effectifs jusqu’à la fin des hostilités, au printemps 1815. Les autorités métropolitaines et coloniales, soucieuses de sauvegarder les colonies canadiennes, élaborèrent rapidement une nouvelle stratégie de défense pour l’Amérique du Nord britannique

### Nouvelle fortification sur l’île aux Noix

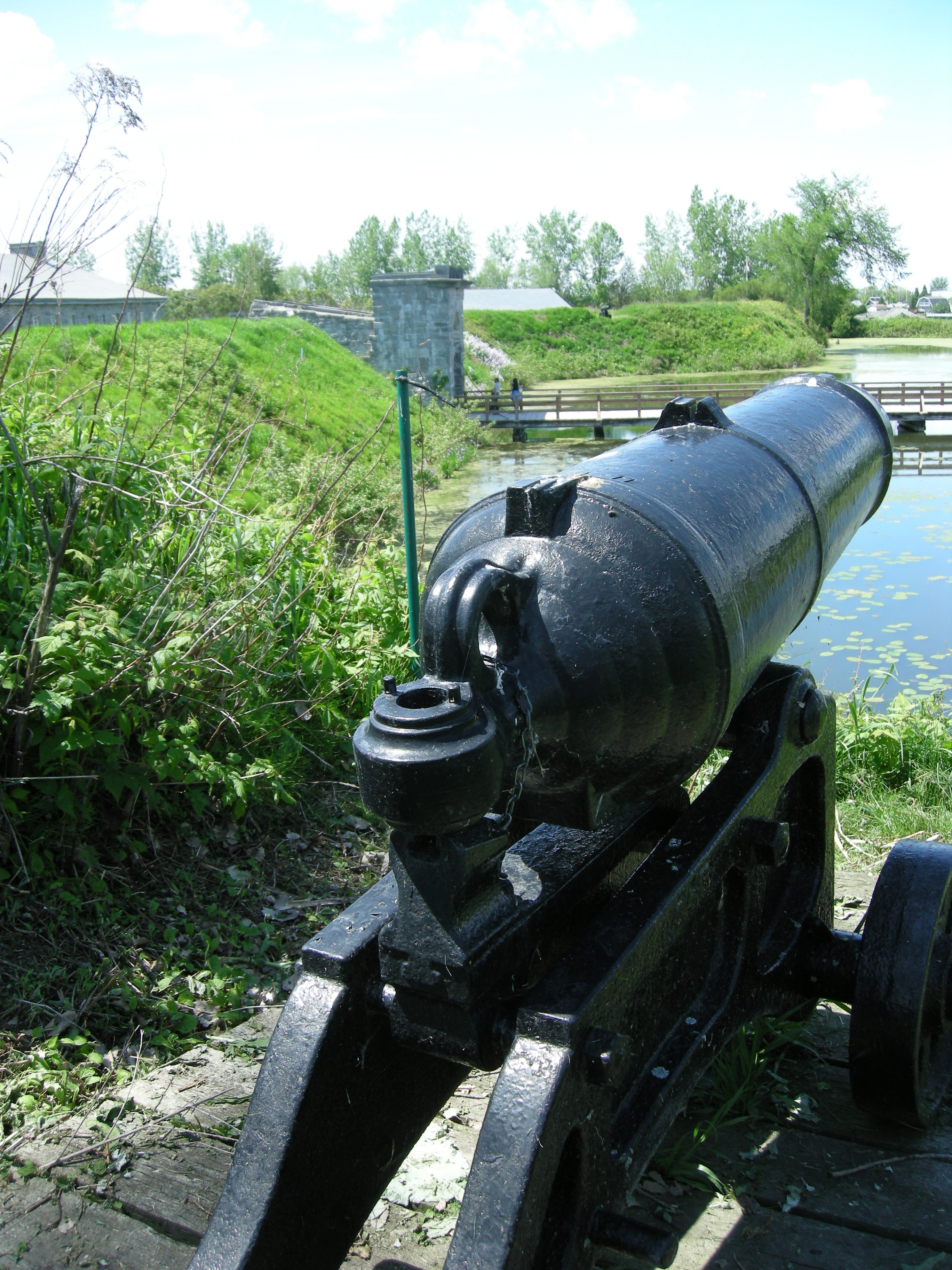
Le pont-levis vu des remparts

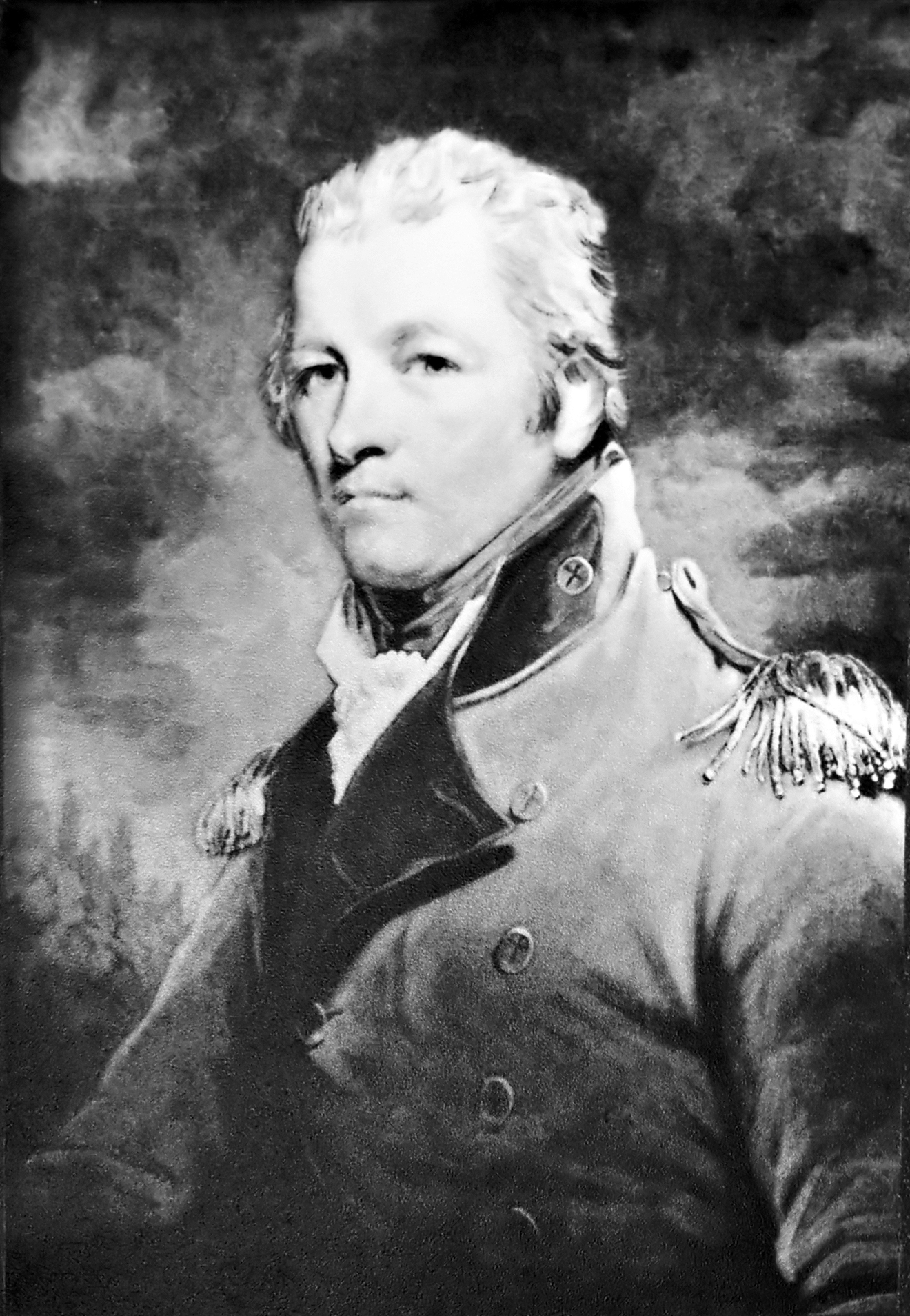
Charles Lennox

Avec la fin des guerres napoléoniennes (en Europe) et de la guerre anglo-américaine de 1812 (en Amérique), la Grande-Bretagne réduisit ses dépenses militaires. Ce qui ne l’empêcha pas, dans les années suivant le retour de la paix, d’investir des sommes considérables afin de mettre en place un nouveau système de défense du territoire canadien.
Au cours des décennies 1820-1830, les Britanniques entreprirent d’importants chantiers militaires. L’armée établit des citadelles à Québec et Halifax ainsi qu’une nouvelle fortification à Kingston. Elle améliora les communications entre le Haut-Canada et le Bas-Canada en canalisant les voies navigables des rivières Rideau et Outaouais. Représentant l’un des principaux axes potentiels d’invasion, la rivière Richelieu tint une place importante dans l’élaboration de la nouvelle stratégie, plus particulièrement en ce qui concernait l’éventualité d’une défense immédiate de Montréal.
À la suite de la construction d’un fort américain à Rouses Point, en 1816, et aux recommandations du gouverneur Charles Lennox, duc de Richmond, les autorités décidèrent d’ériger une nouvelle fortification sur l’île aux Noix : le fort Lennox. Les travaux de construction débutèrent au printemps 1819. Conformément aux plans dressés par l’ingénieur militaire Gustavus Nicolls, l’armée britannique établit la majeure partie des fortifications au sud de l’île. À cette fin, le premier fort anglais et les redoutes furent rasés. On construisit ensuite, sur un tracé rectangulaire, une enceinte bastionnée classique constituée de terre, d’un fossé et d’ouvrages défensifs. À l’intérieur des murs de fortification furent érigés successivement la poudrière (1820), le corps de garde (1821-1823), deux entrepôts (1821-1823), le logis des officiers (1821-1828) et la caserne des soldats (1827-1829). Les travaux furent complétés en 1829. Le fort pouvait accueillir une garnison de plus de 400 soldats et 10 officiers. De 1829 à 1854 toutefois, seulement 150 soldats, en moyenne, l’occupèrent.

### Le24erégimentd’infanterie au Fort-Lennox
C’est au mois de mai 1833 qu’une compagnie du 24e régiment rejoint la colonie. Débarquant dans un premier temps à Montréal, un détachement commandé par le capitaine J. B. Harris s’embarqua donc à bord du vapeur Canadian Patriot à destination de l’île aux Noix afin d’y relever la compagnie du capitaine Thomas Colman du 15e régiment. Parcourant le fleuve Saint-Laurent et la rivière Richelieu, le trajet se fit dans des conditions difficiles. Le détachement commandé par capitaine James Beveridge Harris occupa l’île de mai 1833 à mai 1835.

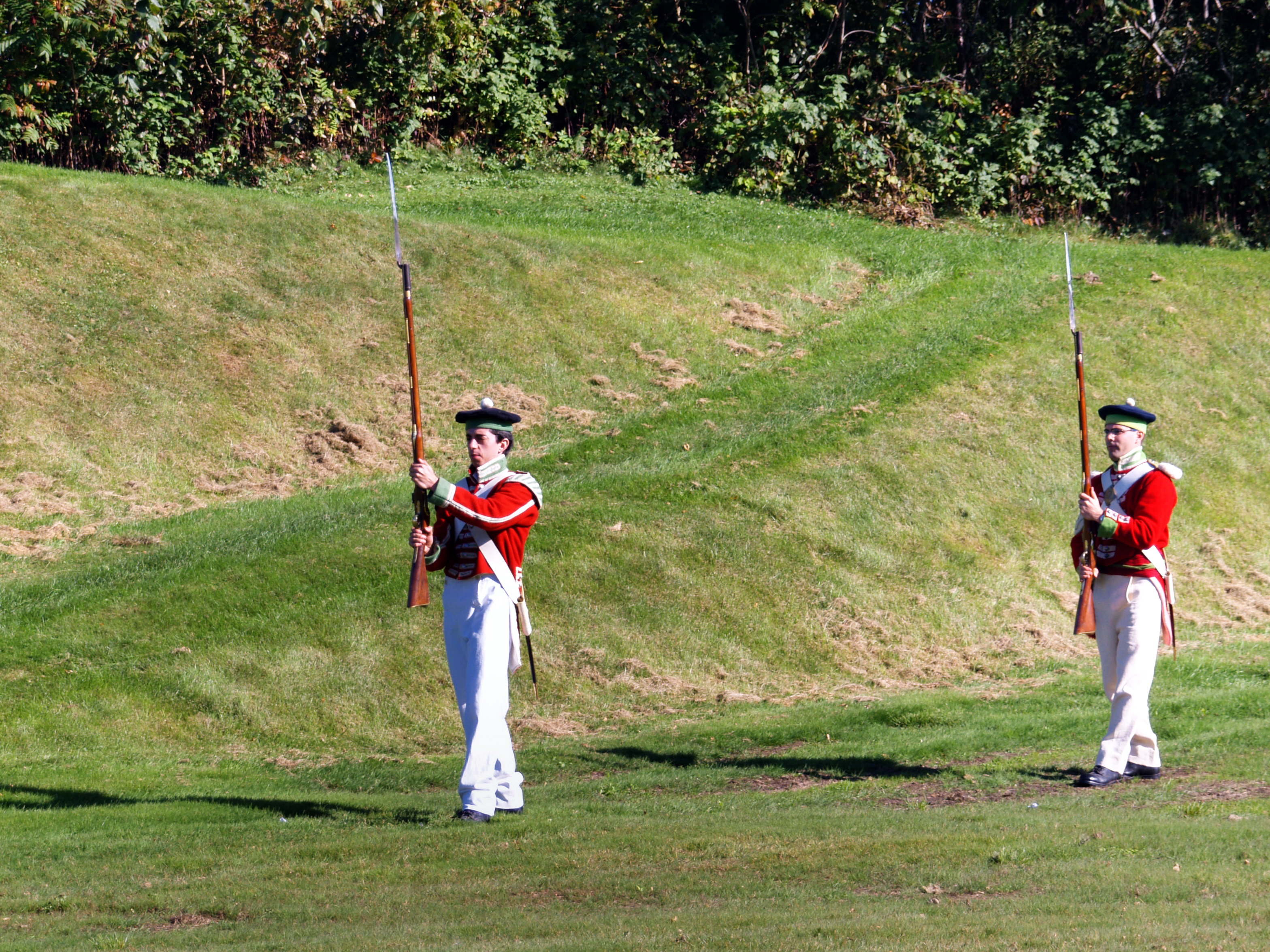
Soldats en tenue d'uniforme
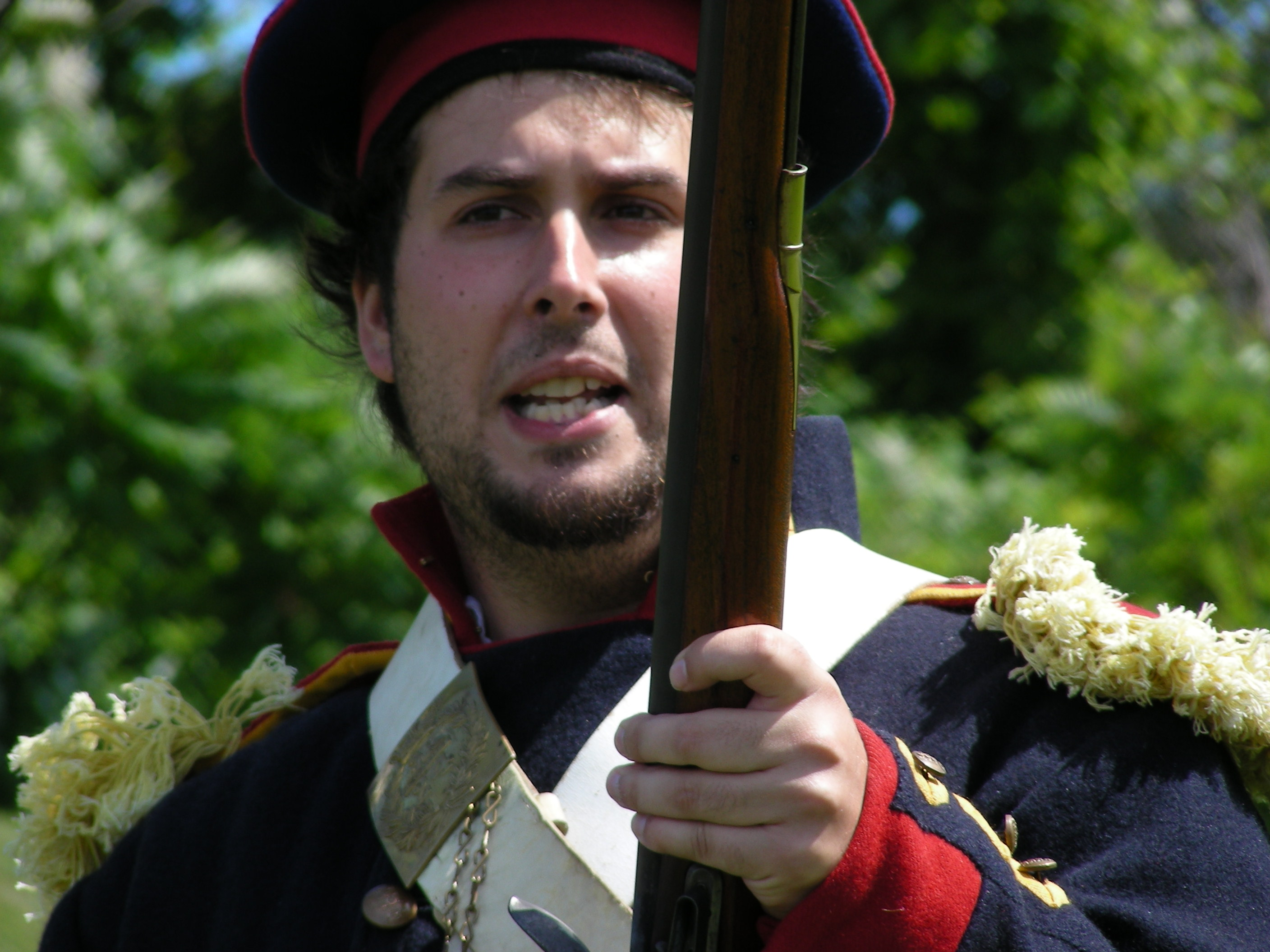
Démonstration de tir britannique.
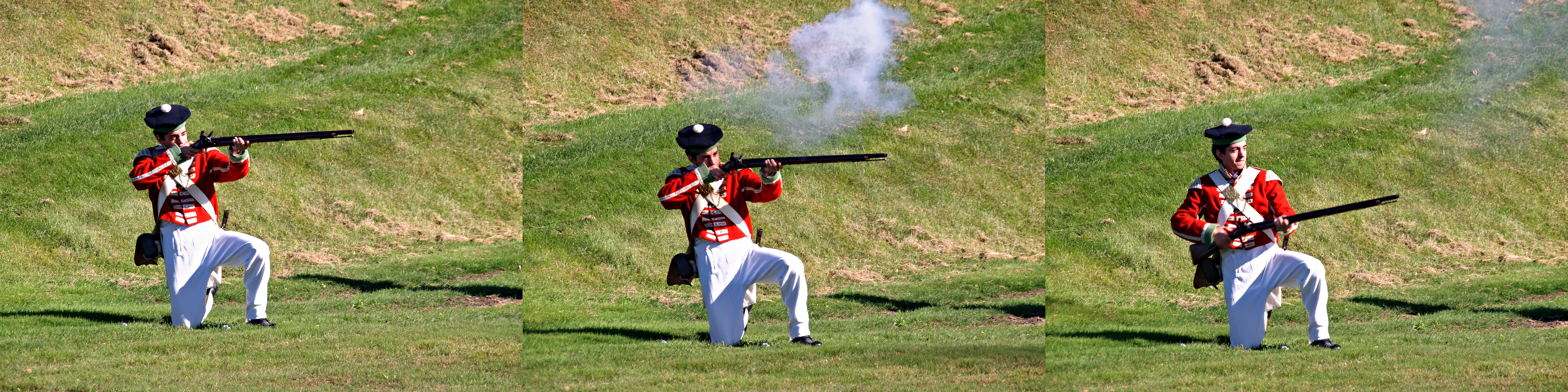
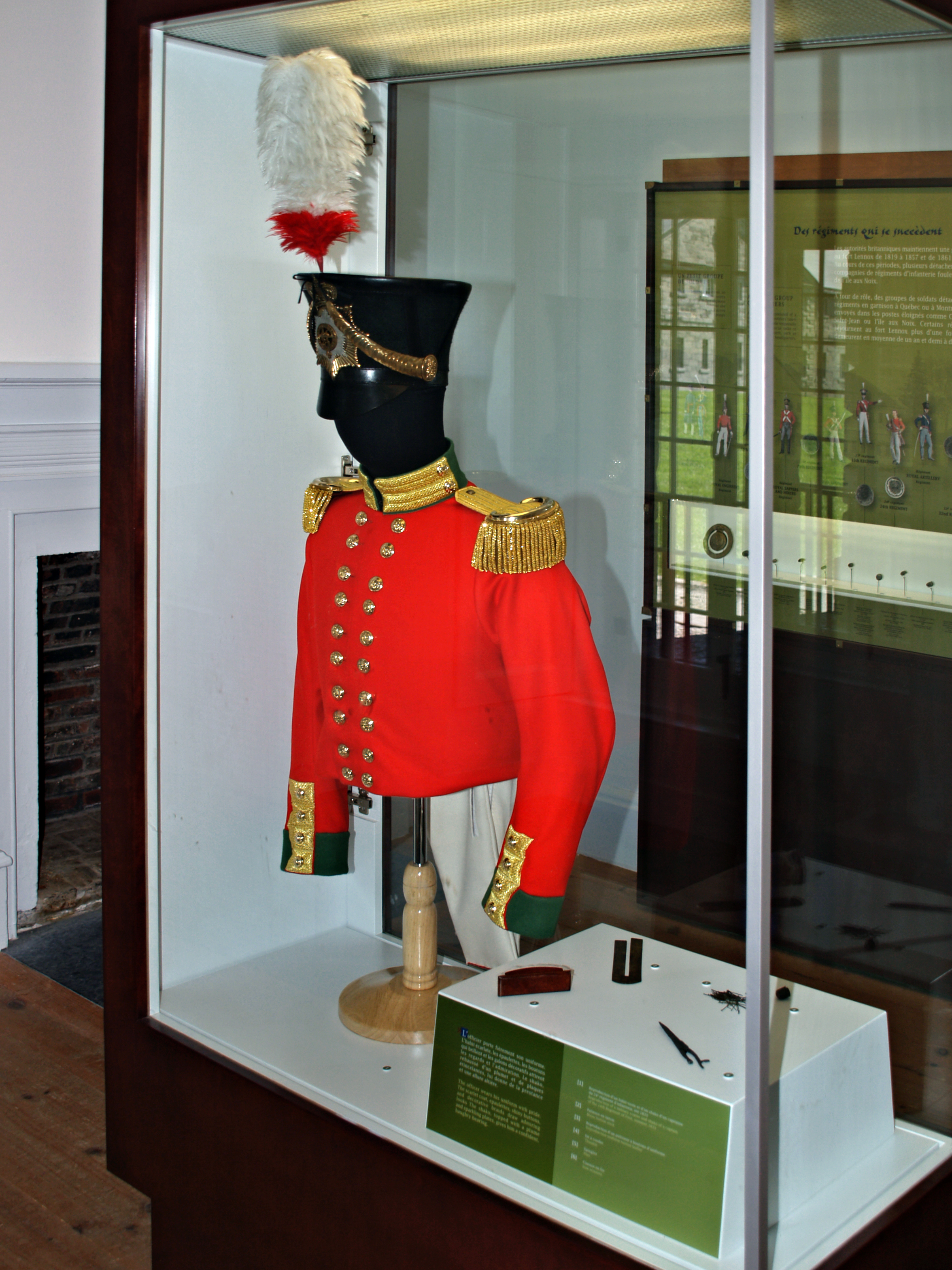
Uniforme d'officier
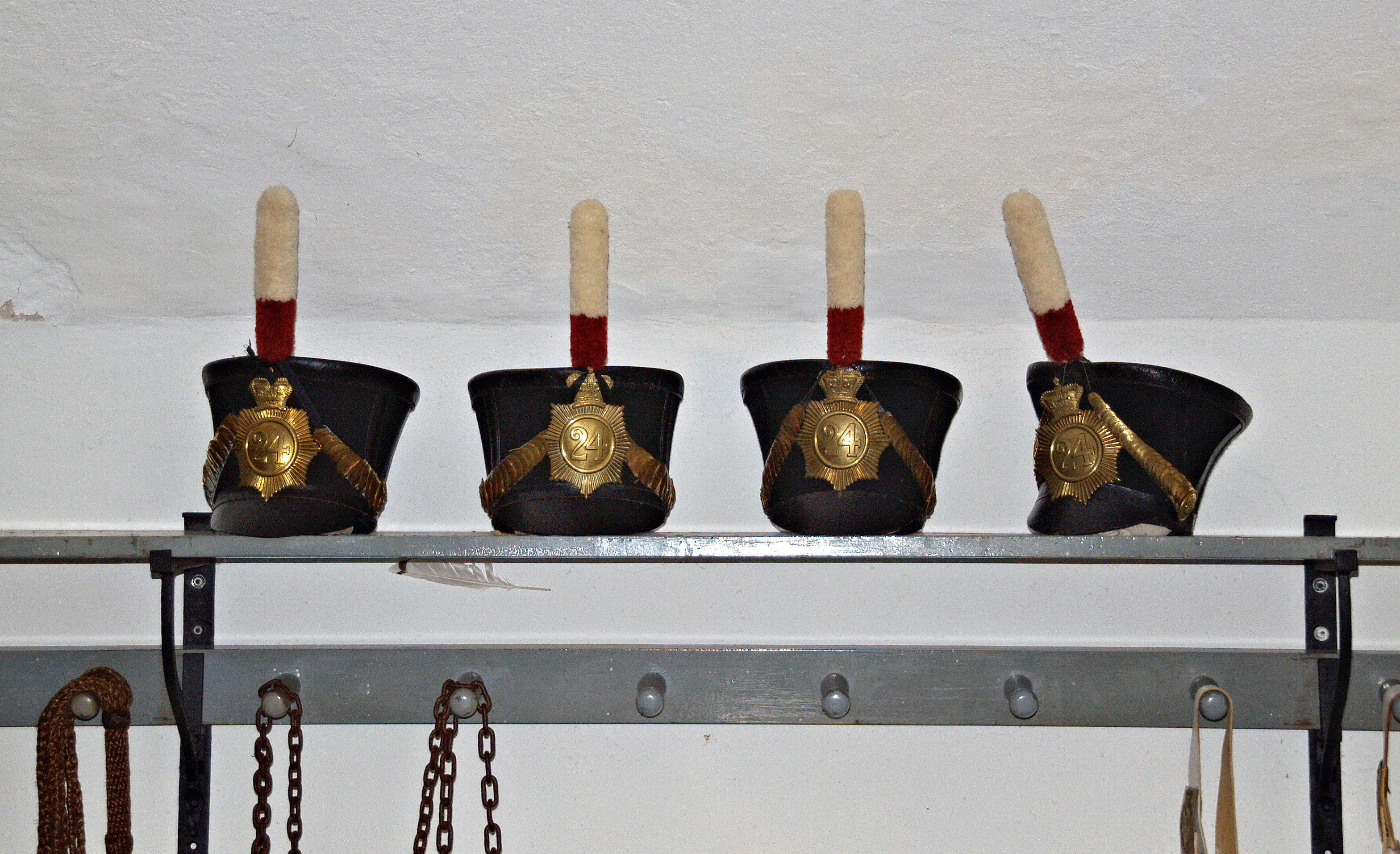
Coiffes du 24e
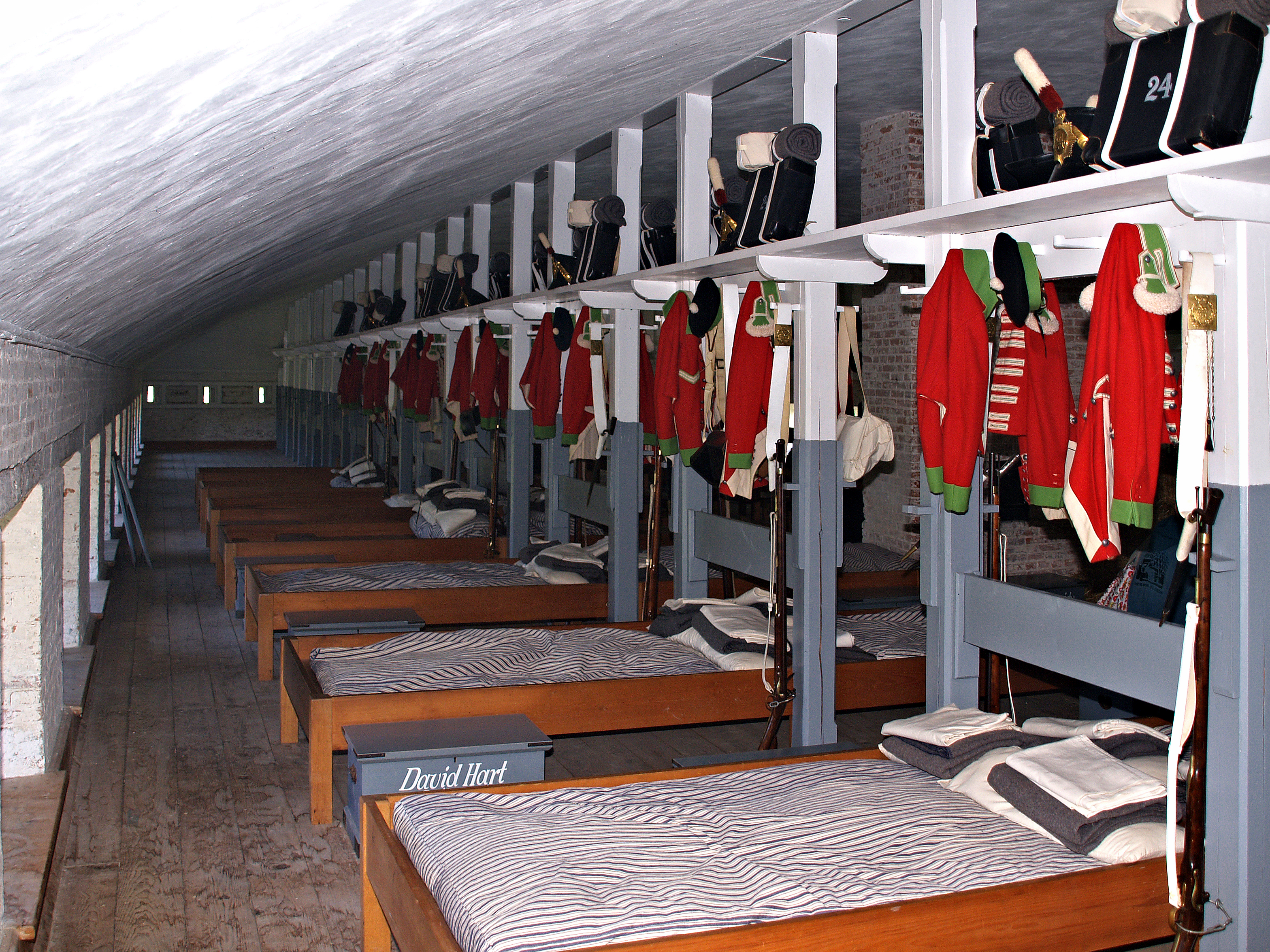
Dortoir du 24e
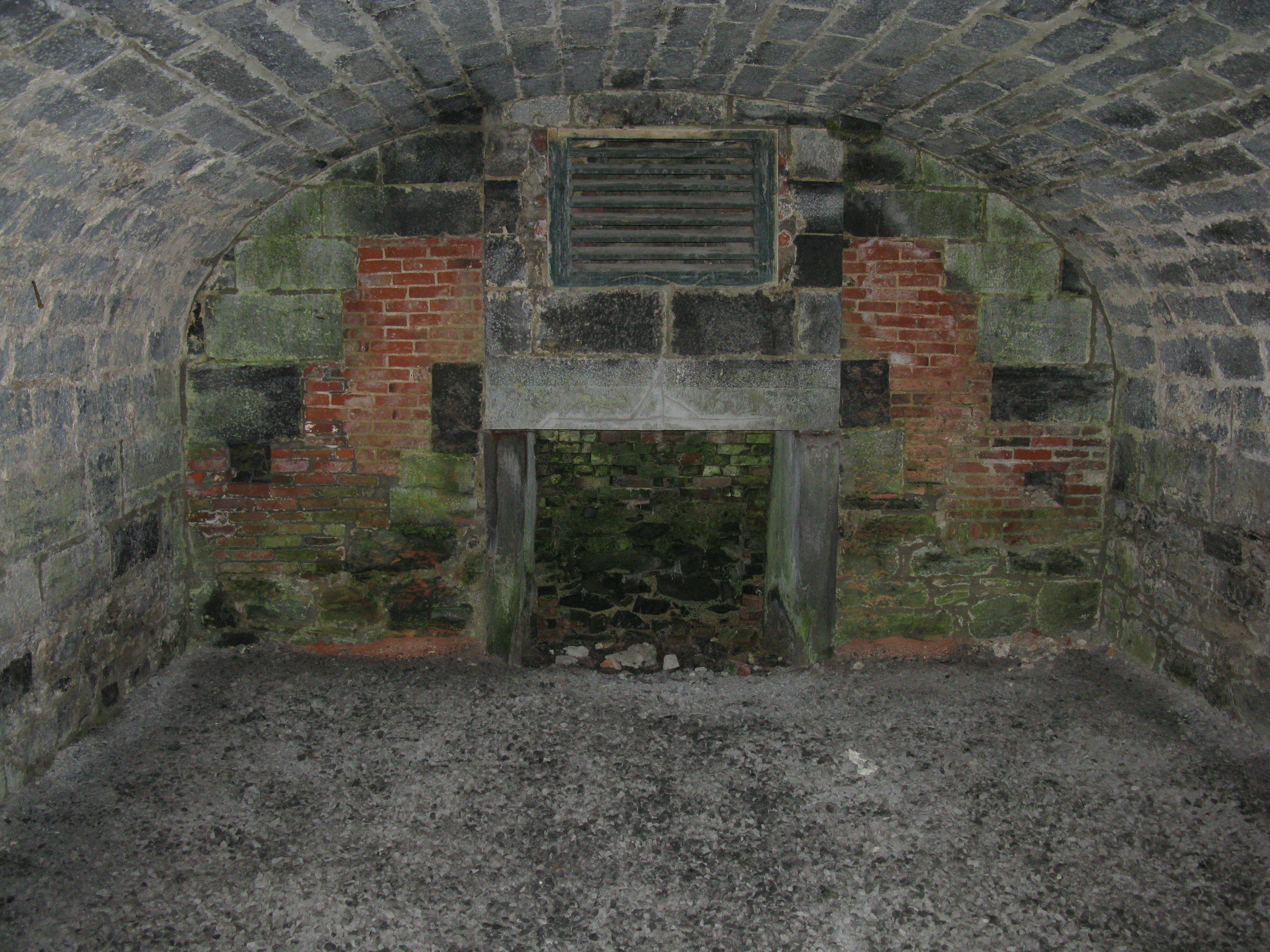
Cuisine.
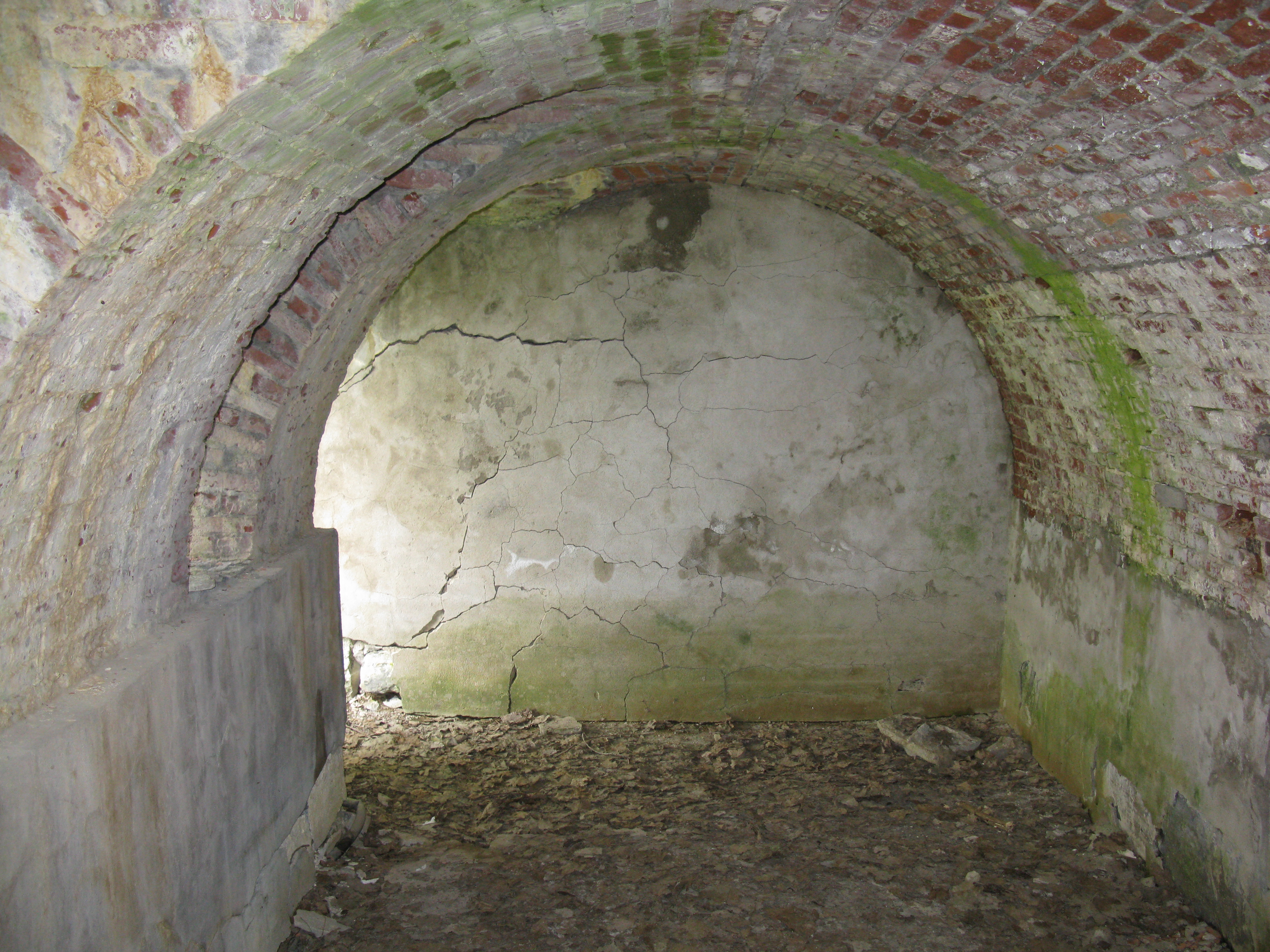
Latrines.
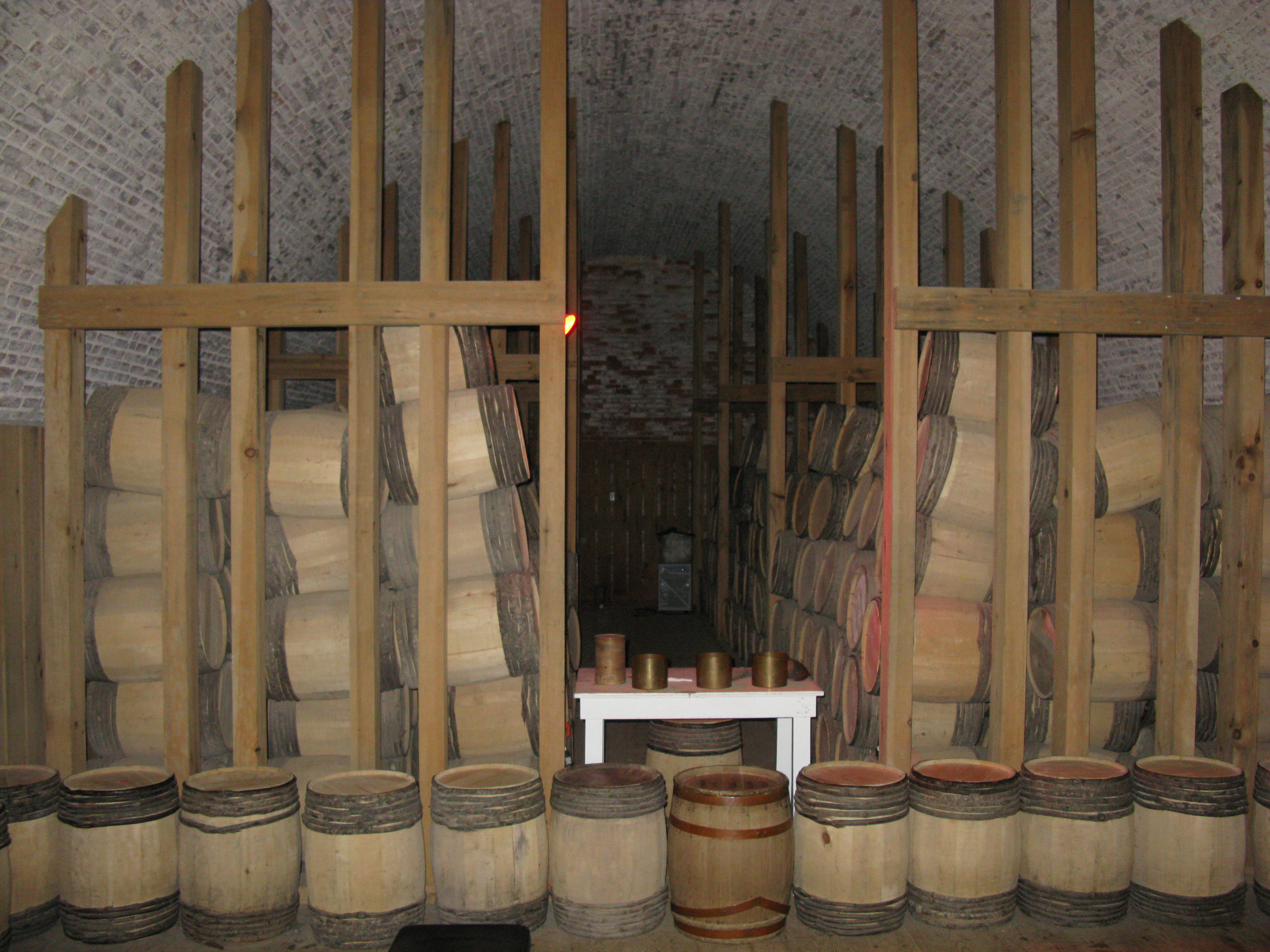
Intérieur de la poudrière.
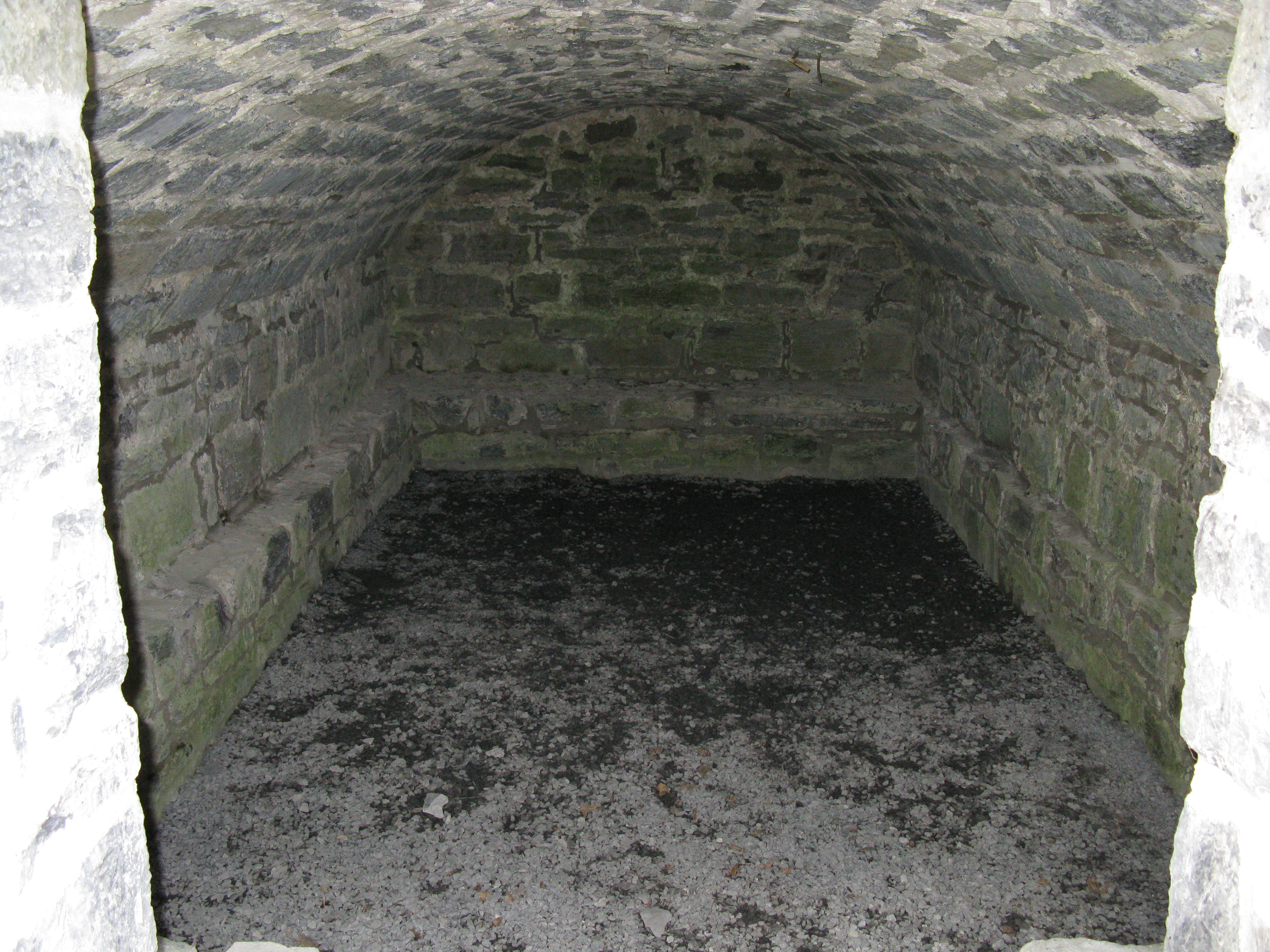
Un entrepôt situé dans la casemate derrière la caserne.
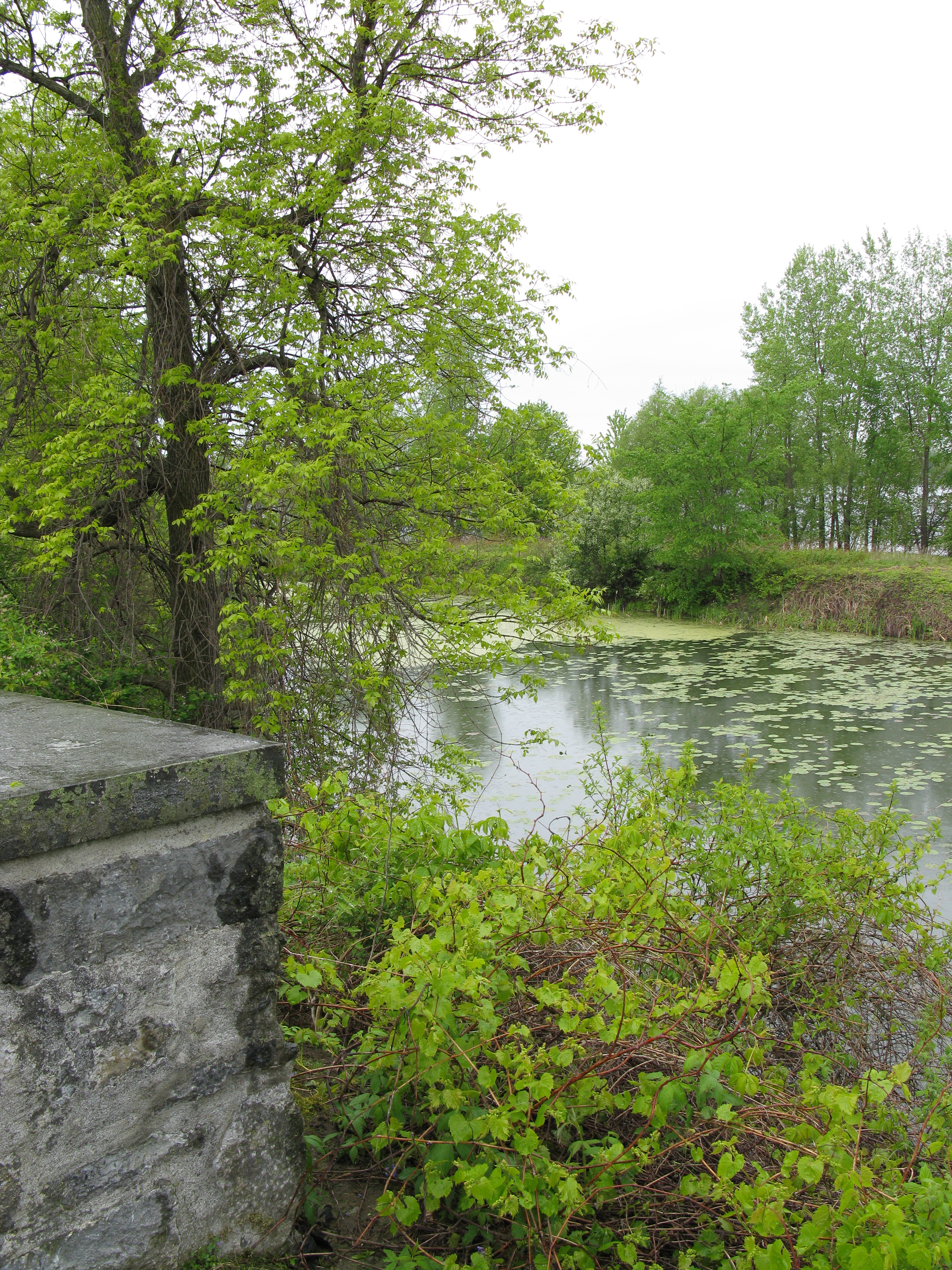
Vue des douves.

### Le quotidien de la garnison du fort Lennox
De 1833 à 1835, la garnison du fort Lennox était vraisemblablement composée d’une soixantaine de soldats, accompagnés d’une trentaine de femmes et d’une soixantaine d’enfants. Environ 140 personnes occupaient donc la caserne du fort Lennox. À cette époque, les familles ne disposaient pas de quartiers spécialement aménagés pour elles. De simples rideaux constitués de couvertures et/ou de draps faisaient office de cloisons et délimitaient l’espace familial. On imagine facilement l’atmosphère particulière qui devait régner dans les casernes du fort !

### Le quotidien des soldats
La journée des soldats était solidement encadrée et comportait peu de temps libres. Après le réveil et le lever, le soldat mettait en ordre son espace personnel, c’est-à-dire son lit, faisait sa toilette et revêtait son uniforme avant de se présenter sur le champ de parade. Des inspections et des exercices militaires avaient lieu avant le déjeuner. Suivaient la parade du matin et la distribution des ordres et tâches pour la journée. Les soldats pouvaient être affectés à diverses tâches : garde du fort, exercices supplémentaires ou « drill » militaire, travaux et corvées. Être affecté comme sentinelle consistait à surveiller les alentours de la fortification, contrôler l’accès à certains bâtiments, notamment la poudrière, vérifier les allées et venues. Cette tâche s’étendait sur une journée entière (24 heures).
Les recrues et les plus malhabiles étaient parfois contraints à des exercices militaires, comme la marche, la manipulation de l’arme ou les exercices de tir. Les soldats indisciplinés pouvaient pour leur part être astreints à des exercices supplémentaires en guise de punition (pack drill). Quant aux corvées, elles comprenaient des travaux d’entretien, de nettoyage, de transport de marchandises, de construction et de réparation des fortifications. Ces travaux pouvaient être rémunérés ou non.
Les soldats s’arrêtaient pour dîner en début d’après-midi. Ils retournaient ensuite à leurs occupations jusqu’à 16 heures, moment de la parade générale du soir qui mettait fin à la journée militaire. Les soldats profitaient des moments libres de la soirée pour se divertir. À l’île aux Noix, ils pouvaient s’adonner à la pêche ou à divers jeux de société, comme les dames, les cartes à jouer, etc.

### Le quotidien des femmes de la garnison
L'armée britannique n'interdisait pas à ses membres de se marier – ce qui aurait été quasi impossible - mais elle ne rendait pas pour autant la chose facile. En effet, le soldat devait au préalable obtenir l’autorisation du commandant de sa compagnie. Une fois l’assentiment  obtenu, le nom de l’épouse était placé sur la liste du régiment, ce qui lui donnait le droit de résider dans les casernes et de recevoir la ration quotidienne. Les femmes vivant à l’île aux Noix avec la garnison de 1833 possédaient ce statut « officiel ».
Les femmes jouaient un rôle important dans la vie de la garnison. Elles effectuaient au quotidien des tâches comme le ménage de la caserne et du logis des officiers, la lessive des soldats et des officiers, la couture, la préparation des repas – avec l’aide de certains soldats (cuisiniers) – et  l’éducation des enfants. Elles pouvaient aussi travailler à l’hôpital, où elles accomplissaient des tâches ménagères et prenaient  soin des malades. Elles recevaient pour ces divers travaux une rémunération qui s’ajoutait à la paie du soldat et permettait d’acquérir du matériel pour la famille (vêtements, jouets, matériel de cuisson). Les enfants participaient aussi aux diverses tâches reliées à la vie de garnison.

## Le parc
Après le départ des militaires, le site changea plusieurs fois de vocation : utilisation saisonnière par la milice canadienne jusqu’à la Première Guerre mondiale, pâturage pour les animaux des cultivateurs des environs, site touristique et de villégiature au tournant des XIXe et XXe siècles, colonie de vacances pour adolescents. Au cours de la Deuxième Guerre mondiale, le Fort Lennox servit de camp de réfugiés (1940-1943). Le camp I, comme on l’appelait, accueillit près de 400 hommes de religion juive originaires d’Allemagne et d’Autriche. Par la suite, l’endroit acquit progressivement une fonction presque uniquement  récréative. L’île et son fort constituèrent entre 1950 et 1970 un lieu de plaisance fort appréciée des gens de la région. En 1973, le lieu historique national du Canada du Fort-Lennox, sous la supervision de Parcs Canada, ouvrit ses portes aux visiteurs. Depuis, des milliers de personnes de tous âges viennent chaque année y découvrir la fabuleuse histoire de cette île située au milieu de la rivière Richelieu.
Au fil des années, le LHNC du Fort-Lennox est devenu un des attraits touristiques majeurs du Haut-Richelieu et de la Montérégie. Sa fréquentation annuelle se situe autour de 50 000 visiteurs.[réf. nécessaire]

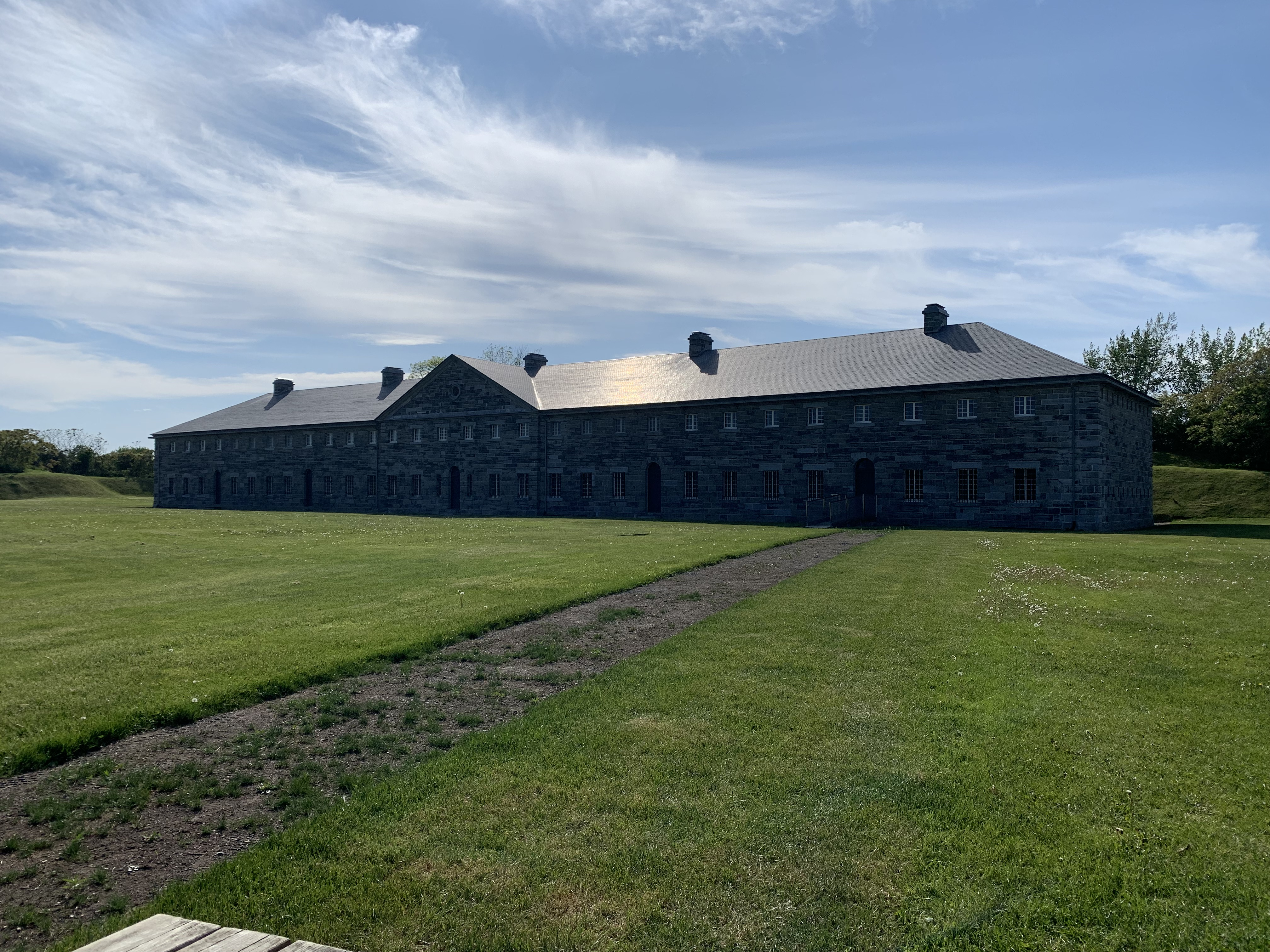
Photo de la caserne rénovée

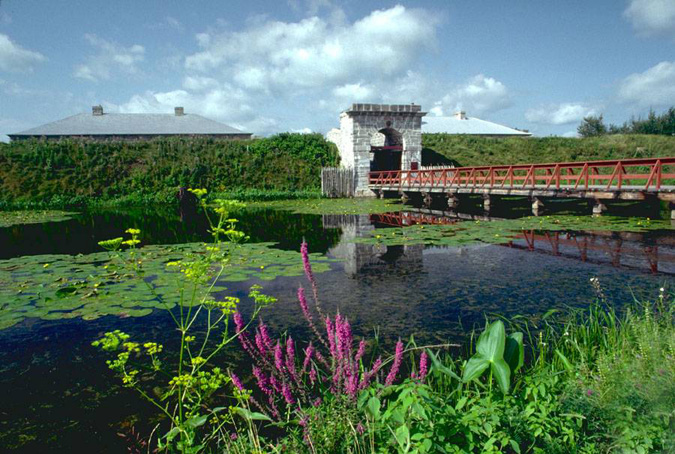
Plan d'ensemble de l'entrée du fort.
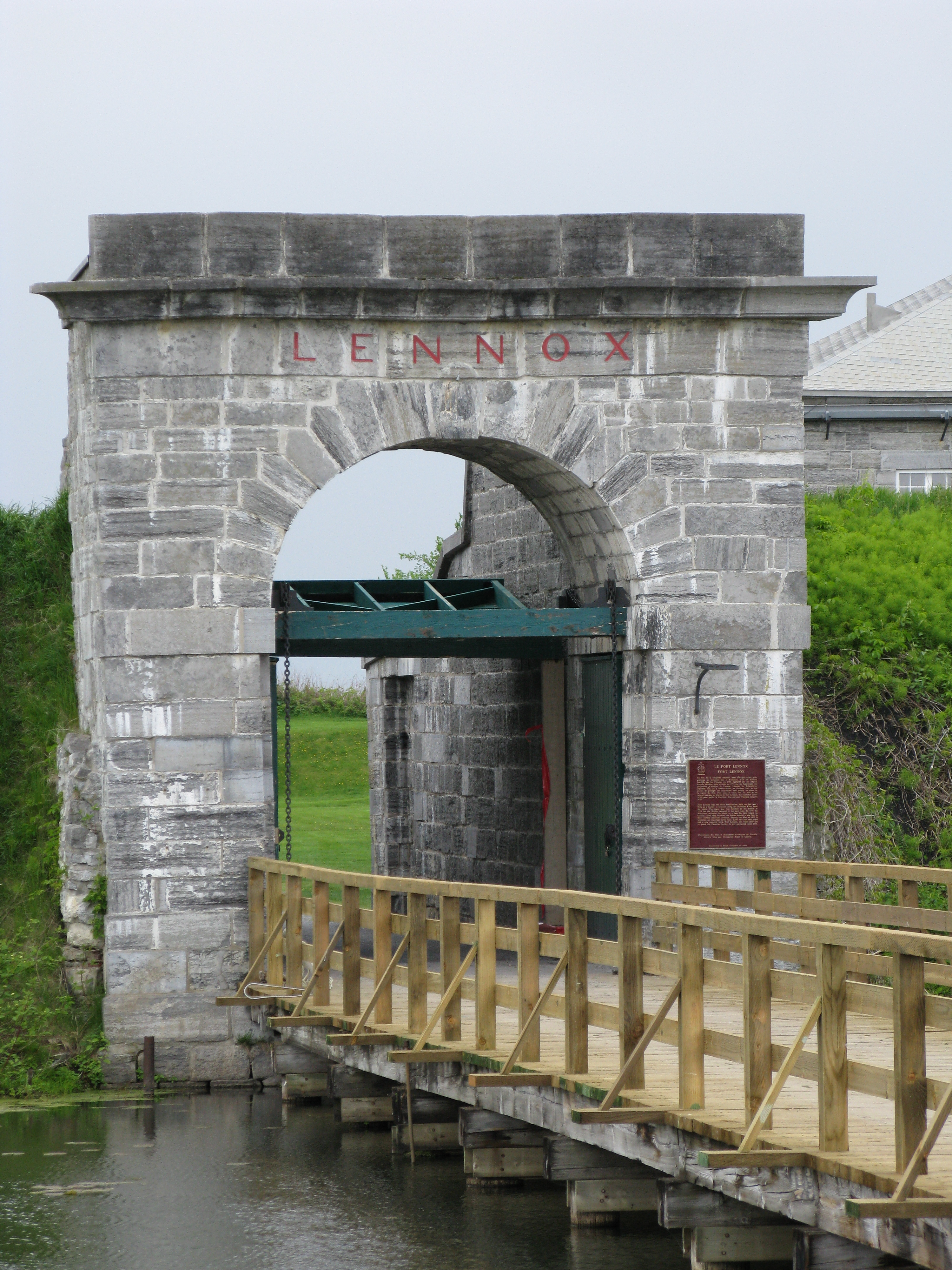
Portail de l'entrée du fort.
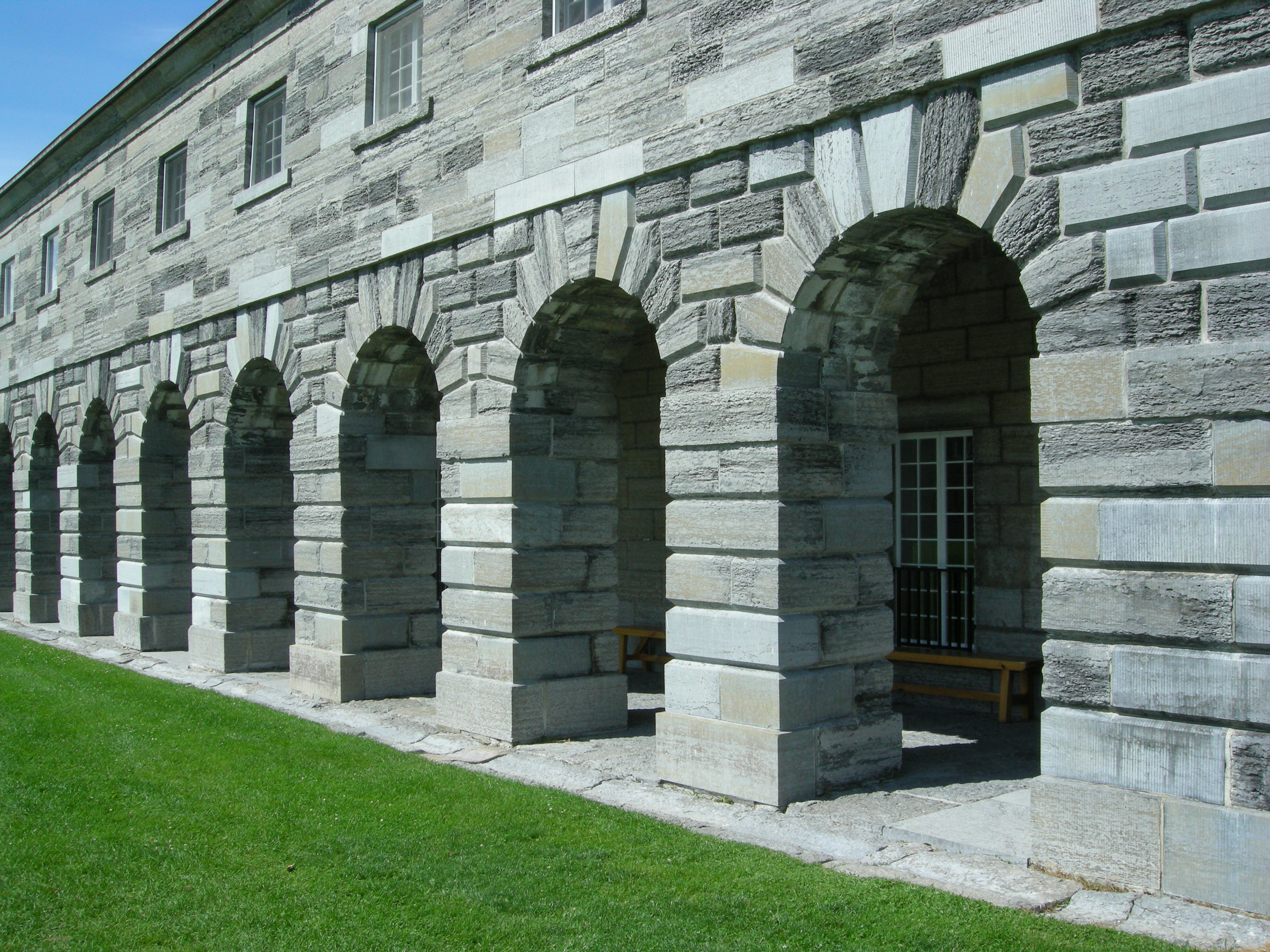
Logis des officiers.
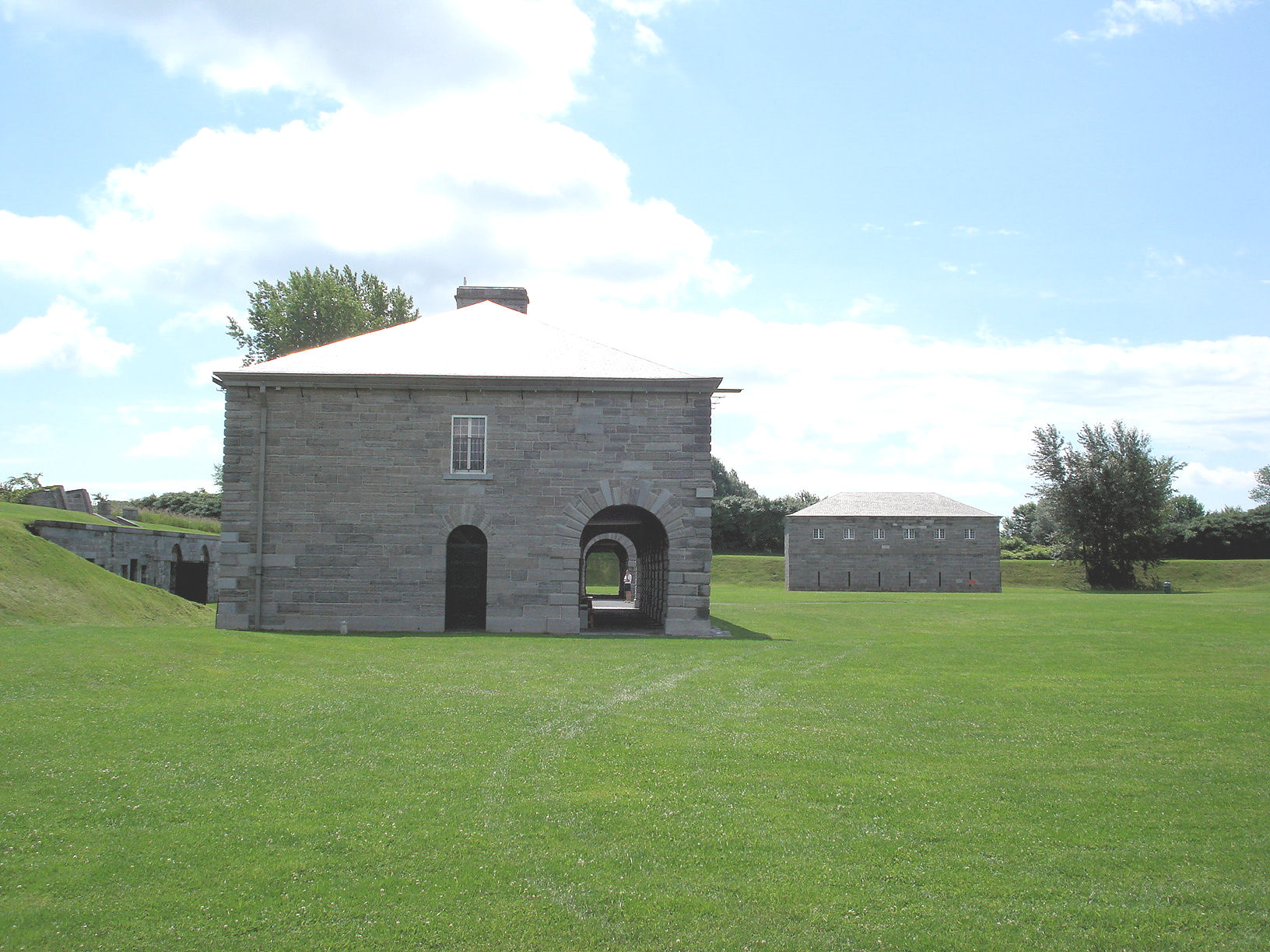
Vue des baraquements.
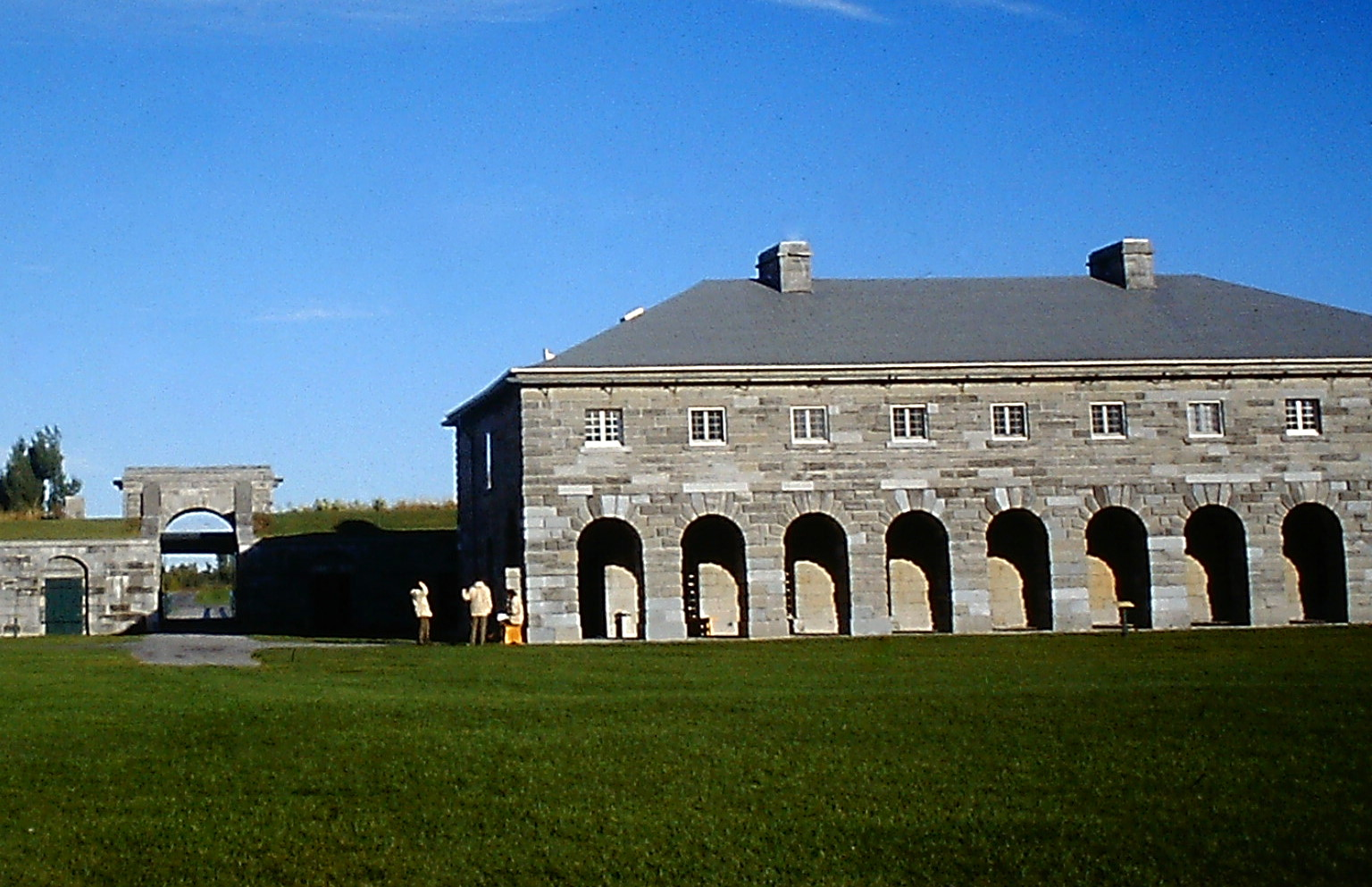
Bâtiment des logis.
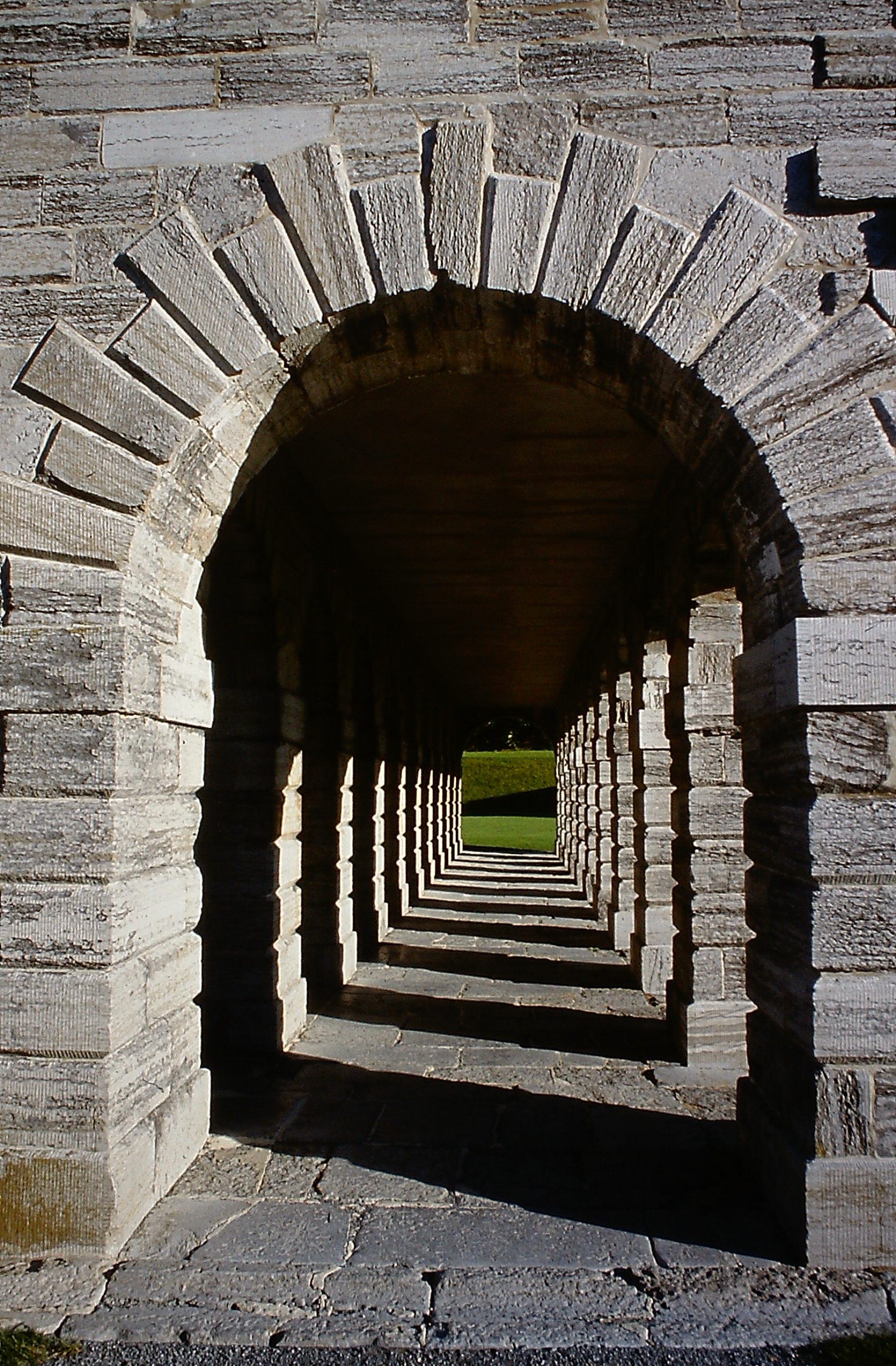
Arcade des logis.
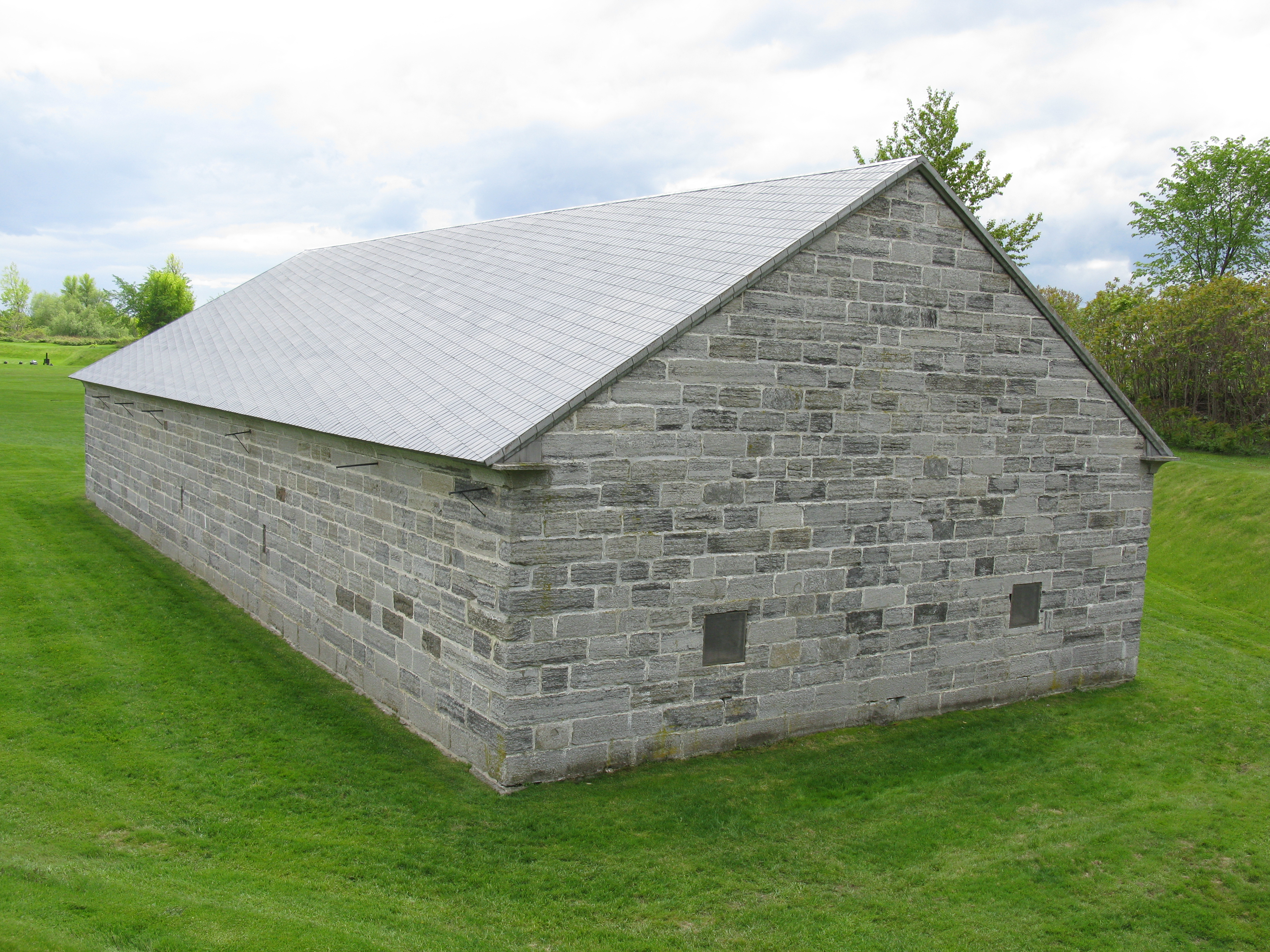
Poudrière.
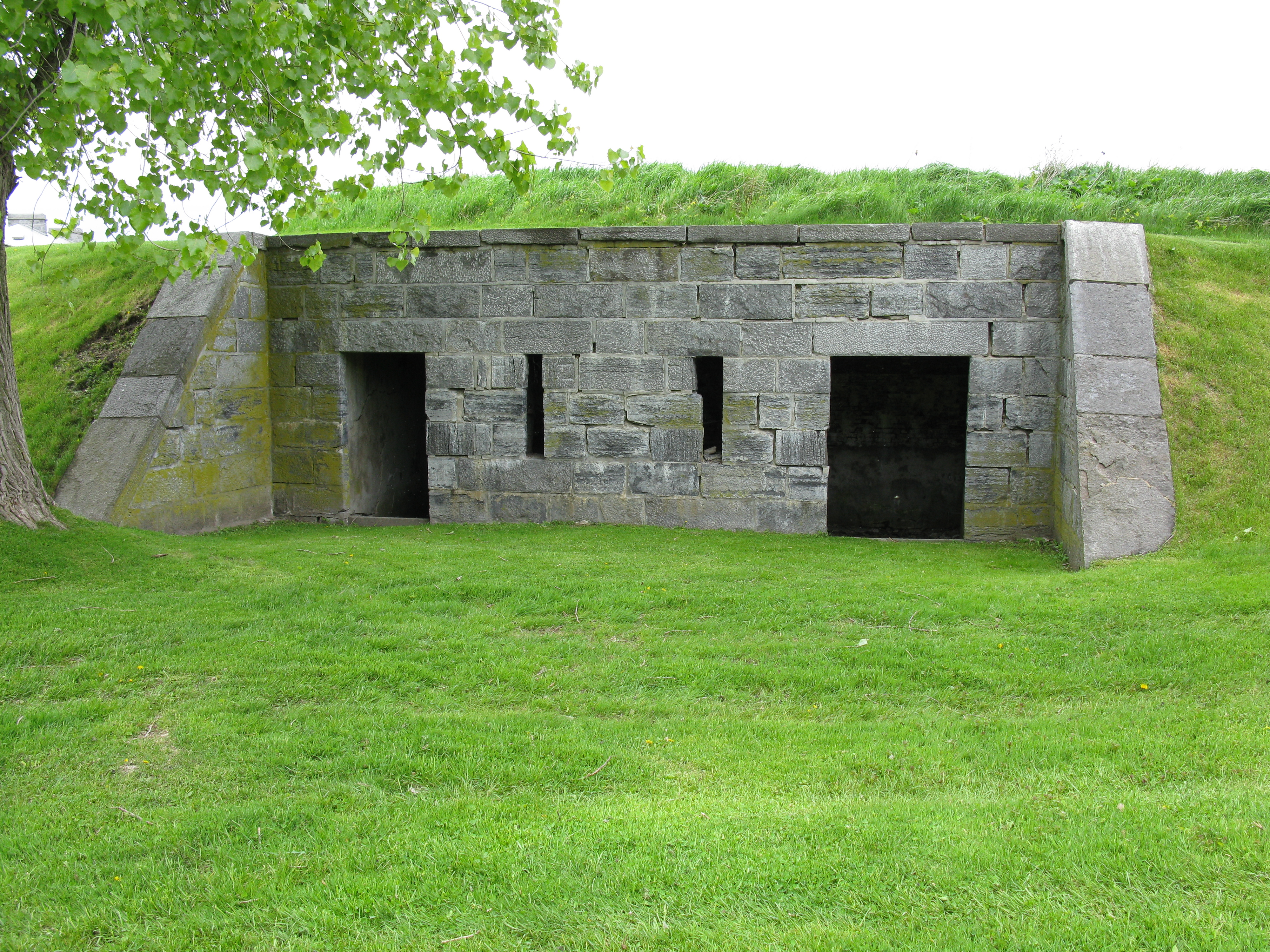
Vue des latrines.
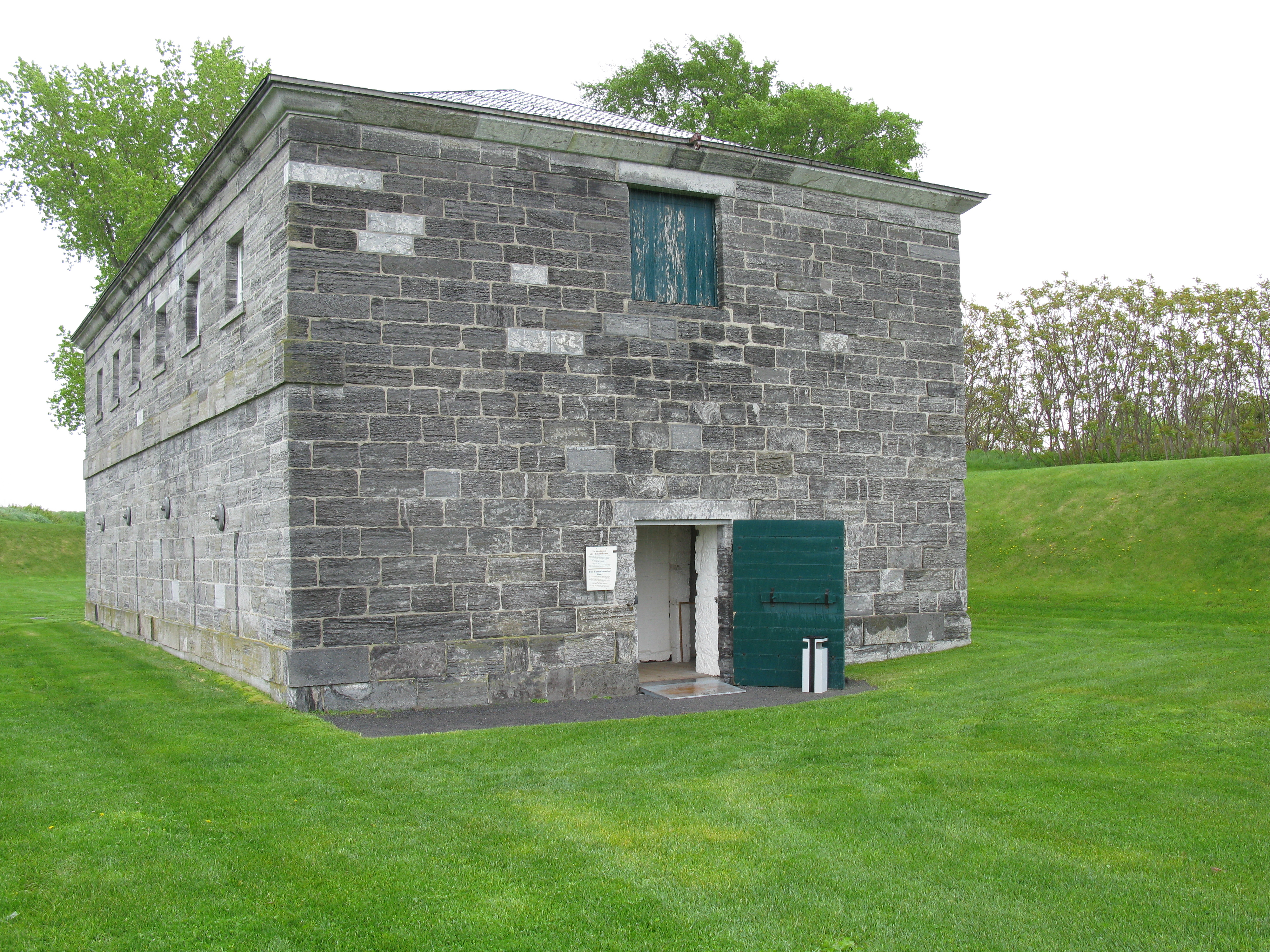
Le magasin de l'Intendance.